# 역사를 교훈으로 평화로의 결의를 새롭게 하는 결의
역사를 교훈으로 평화로의 결의를 새롭게 하는 결의(일본어: 歴史を教訓に平和への決意を新たにする決議 레키시오 쿄쿤니 헤이와엔호 케츠이오 아라타니 스루 케츠기[*])는 1995년 6월 9일에 일본 중의원 본회의에서 가결된 결의이다. 종전 50년 결의나 부전 결의(일본어: 不戦決議 후센 케츠기[*], 영어: Fusen Ketsugi)라고도 불린다. 당시 자·사·사 연립 정권이던 무라야마 내각의 여당인 자유민주당·자유연합, 일본사회당 및 신당 사키가케의 일부 의원들에 의해 공동제출되었지만, 가결까지는 일본사회당과 도이 다카코 중의원 의장의 주도로 진행되었다. 중의원 의원 502명 중 251명이 출석해, 230명이 찬성(기립투표)함으로써 가결되었다.

## 개요
1995년은 제2차 세계 대전이 끝난 지 50년째가 되는 해로, 앞의 대전을 정리하는 움직임이 일본 내에서도 활발했다. 이 결의도 그 일련의 움직임의 하나로 행해진 것이다.
일본사회당이 제출한 초안은 당시의 연립정권을 구성하고 있던 자유민주당 등의 반발로 인해 표현을 대폭 수정할 수밖에 없었다. 결국 수정안은 서로가 조금씩 물러난 표현으로 보이지만, 결의 자체에 반대하는 의원도 많았으므로 결국 많은 결석자를 만들어 찬성과 반대가 팽팽히 맞서는 결의가 되었다.
의결에는 결국 여당 의원 70명을 포함한 241명이 결석하고, 251명이 출석했다. 표결은 기립투표로 진행되어, 230명이 찬성해 가결되었다. 결석한 여당 의원 70명 중 50명은 ‘이러한 의결은 원래 불필요하다’고 주장하는 자민당의 보수파 의원이며, 14명은 ‘수정안의 양보가 지나쳤다’는 입장인 사회당 의원이다. 야당은 신진당 소속의원 141명이 결석했고, ‘보다 솔직하게 사죄를 표명하는 표현’을 요구하는 일본공산당 소속의 의원 14명도 결석했다. 여당에서도 결석자가 많았으므로, 참의원에서는 결의 제출이 보류되었다.
이 결의는 이후 무라야마 담화로 이어졌지만, 근래에는 무라야마 담화를 언급할 때 이 결의보다는 담화가 강조되는 경향이 있다.
2005년 8월 2일에는 중의원 본회의에서 〈유엔 창설 및 우리나라의 종전·피폭 60주년을 맞아, 더욱 더 국제 평화의 구축으로의 공헌을 맹세하는 결의〉, 일명 종전 60주년 결의가 가결되었다. 이 결의에서는 “우리는 여기에 10년 전의 ‘역사를 교훈으로 평화로의 결의를 새롭게 하는 결의’를 다시금 되새겨, 우리나라의 과거의 한 시기의 행위가 아시아를 시작으로 하여 여러 나라의 국민에게 준 큰 고난을 깊이 반성하고, 재차 모든 희생자분들께 추도의 뜻을 바친다”고 하면서, 결의를 인용하고 있다. 이 결의는 자유민주당, 공명당, 민주당, 사회민주당 등의 다수의 찬성으로 가결되었다. 하지만 이 결의안에서도 자유민주당과 민주당 등에서 10명정도가 결석했으며, 일본공산당은 반대하고 있다.

## 원문
- 결의 본문

본 원(중의원)은 전후 50년을 맞아, 전 세계의 전몰자 및 전쟁 등에 의한 희생자에 대해 추모의 뜻을 바칩니다.
또한 세계의 근대 역사상에서 수많은 식민지 지배나 침략적 행위를 생각해, 우리나라가 과거에 행한 이러한 행위나 다른 나라의 사람, 특히 아시아의 여러 나라의 국민께 준 고통을 인식하고, 깊은 반성의 뜻을 표명합니다.
우리는 과거의 전쟁에 대한 역사관이 다른 것을 넘어서, 역사의 교훈을 겸허하게 배우고, 평화로운 국제 사회를 구축하지 않으면 안됩니다.
본 원은 일본국 헌법에서 표방한 항구 평화의 이념 하에, 세계의 나라들과 손을 잡고 인류가 공생할 수 있는 미래를 열겠다는 결의를 여기에 표명합니다.
(괄호는 편집자 주.)
- 결의를 받은 무라야마 도미이치 내각총리의 발언

오늘, 전후 50주년을 맞아 국회가 〈역사를 교훈으로 평화로의 결의를 새롭게 하는 결의〉를 하신 것을 진심으로 깊이 받아들이고 있습니다.
전후 50주년을 맞이하는 정부의 기본적인 방침은 나의 담화나 소신을 표명하는 등으로 분명히 행한 바이며, 이번 결의를 축으로 하나를 한 것이라고 생각합니다. 정부로서는 과거의 역사를 교훈으로 하면서 평화로의 결의를 새롭게 하고자 하는 결의의 취지를 향후의 우리나라의 시책에 활용해 나갈 수 있도록 노력할 것입니다.
나는 이 기회에 국내외의 희생자께 깊은 애도의 뜻을 표명하는 것과 함께, 과거에 대한 깊은 반성의 뜻에서 세계 평화의 창조를 위해 힘을 다해 가지 않으면 안된다고 하는 나 자신의 결의를 재차 표명하고 싶습니다.
이상입니다.

## 같이 보기
- 전후 50주년의 종전기념일을 맞아(무라야마 담화)
- 일본의 전쟁 범죄